# معرض مأزر الإيمان
معرض المدينة المنورة مأرز الإيمان (بالإنجليزية: Madeenah, the Permanent Abode of Islam’ Exhibition)‏، هو معرض دائم مقام في المدينة المنورة يقع جنوب مسجد قباء. تم افتتاحه في مطلع عام 2013 بمساحة 2000 م2، بالتزامن مع اختيار المدينة المنورة عاصمة للثقافة الإسلامية في عام 2013.

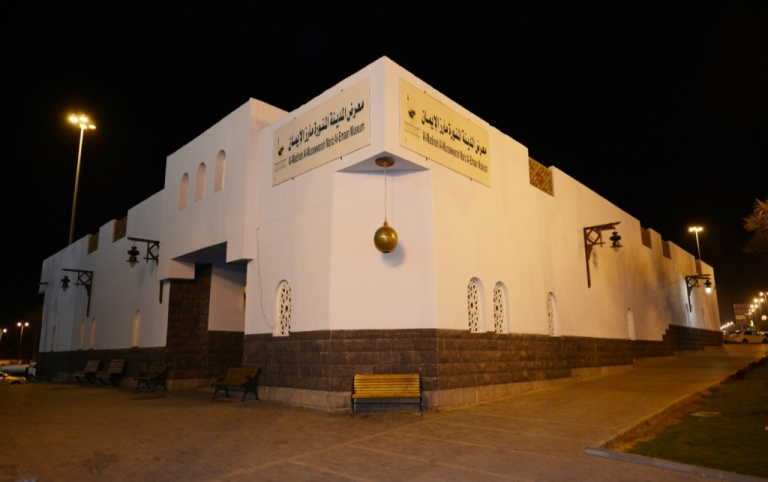
معرض المدينة المنورة مأزر الإيمان

يتناول المعرض المدينة المنورة قديماً وحديثاً من نواحي الحياة المختلفة، من خلال لوحات، مجسمات، صور وتقنيات حديثة تحكي التاريخ الإسلامي وتروي ملامحه عبر الحقب والعصور وتسهم في تثقيف الزائرين بمعلومات طيبة عن المدينة المنورة من نواحي المكانة، الفضائل والآداب وتعرّف بالسيرة النبوية العطرة وتحاكي بخرائطه ومجسماته تحركات النبي - ﷺ - في دعوته، وسلمه وحربه عبر التاريخ الإسلامي وذلك من خلال عرض لمجسمات ولوحات رسمية وكتابية ومضيئة مميزة ورائعة، تجعلك تعيش مع ثنايا القصص التي يرويها، وتجوب في تاريخ وحاضر ومستقبل المدينة المنورة في مكان واحد ولقد تم اختيار اسم مأزر الايمان، لأنه أحد أسماء المدينة المنورة، وجاء ليؤكد على مكانتها التاريخية والإسلامية. ونظمته شركة سمايا الاستثمارية

## أهداف المعرض
- تعريف الزوار بالإرث الثقافي والعمراني للمدينة المنورة من تاريخ هجرة الرسول «صلى الله عليه وسلم» إلى عصرنا الحاضر.
- إبراز الجوانب الحضارية للمدينة المنورة.
- التوثيق العلمي لمعالم المدينة المنورة وتأكيد منزلتها عبر التاريخ وأهميتها.
- بناء ثقافة عامة عن فضائل المدينة المنورة. • بيان دور المسجد النبوي الشريف في تاريخ المدينة المنورة.

## لغة المعرض
اللغة العربية هي لغة المعرض الأساس، ونظرًا لكون زوار معرض المدينة المنورة مأزر الإيمان ناطقين بلغات عدة، يوجد بالمعرض فريق مدرب لتقديم المعلومات للزائرين باللغات العربية، والإنجليزية، والتركية، والفارسية، والأردية، والعديد من اللغات الأخرى.

## أقسام المعرض

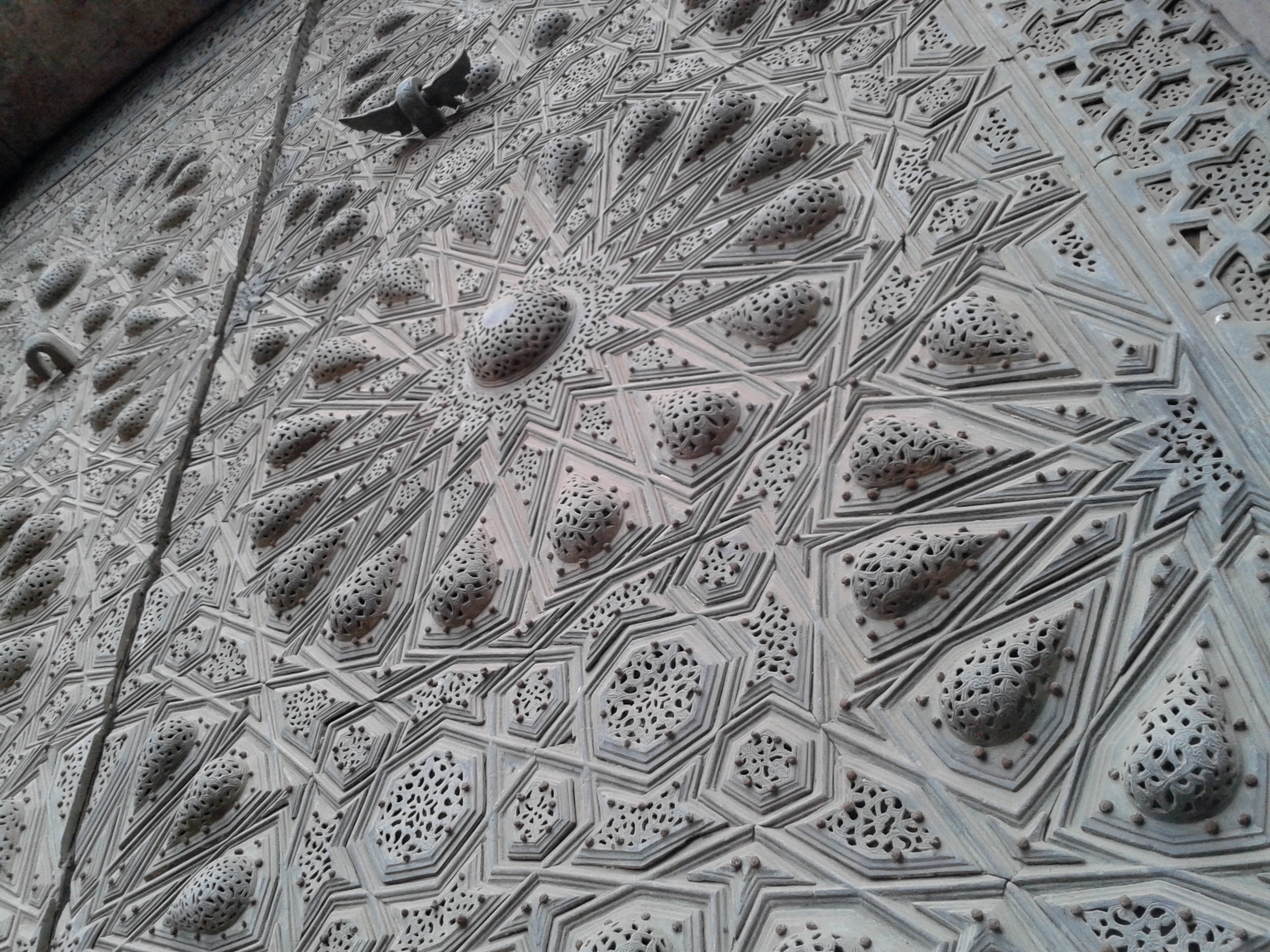
مدخل المعرض للقاعات

يتكون معرض المدينة المنورة «مأزر الإيمان» من 15 قسمًا، يتجول بها الزائر لينتقل بين مراحل وثنايا المدينة المنورة، بحيث يبدأ المعرض بقاعة الاستقبال، حيث يتم استقبال الزوار والترحيب بهم، ثم تبدأ الجولة في أقسام المعرض وهي كالتالي:

### القسم الأول: تمهيد وتهيئة الزوار
يتم في هذا القسم تعريف الزوار بالمعرض وأقسام وطرق التعامل مع اللوحات والمجسمات، بالإضافة إلى توزيع الزوار وتفويجهم لكي يتابع معهم المرشدون والمترجمون.

### القسم الثاني:المهاجر
يضم لوحة تبين خريطة المدينة، زمن هجرة رسول الله صلى الله عليه وسلم تحيط بها الحرار من جهاتها الثلاث, ويظهر فيها بناء المدينة من الناحية الجغرافية والسكانية, ولوحة تبين أسماء المدينة المنورة، فكثرة الأسماء دليل على شرف المسمى، وللمدينة أسماء كثيرة اختيرت مجموعة منها وردت بالآيات القرآنية الكريمة والأحاديث النبوية الصحيحة، وهناك أيضا لوحة تبين مكانة أهل بيعتي العقبة الأولى والثانية وأسماءهم وأعدادهم وقبائلهم وفضلهم.

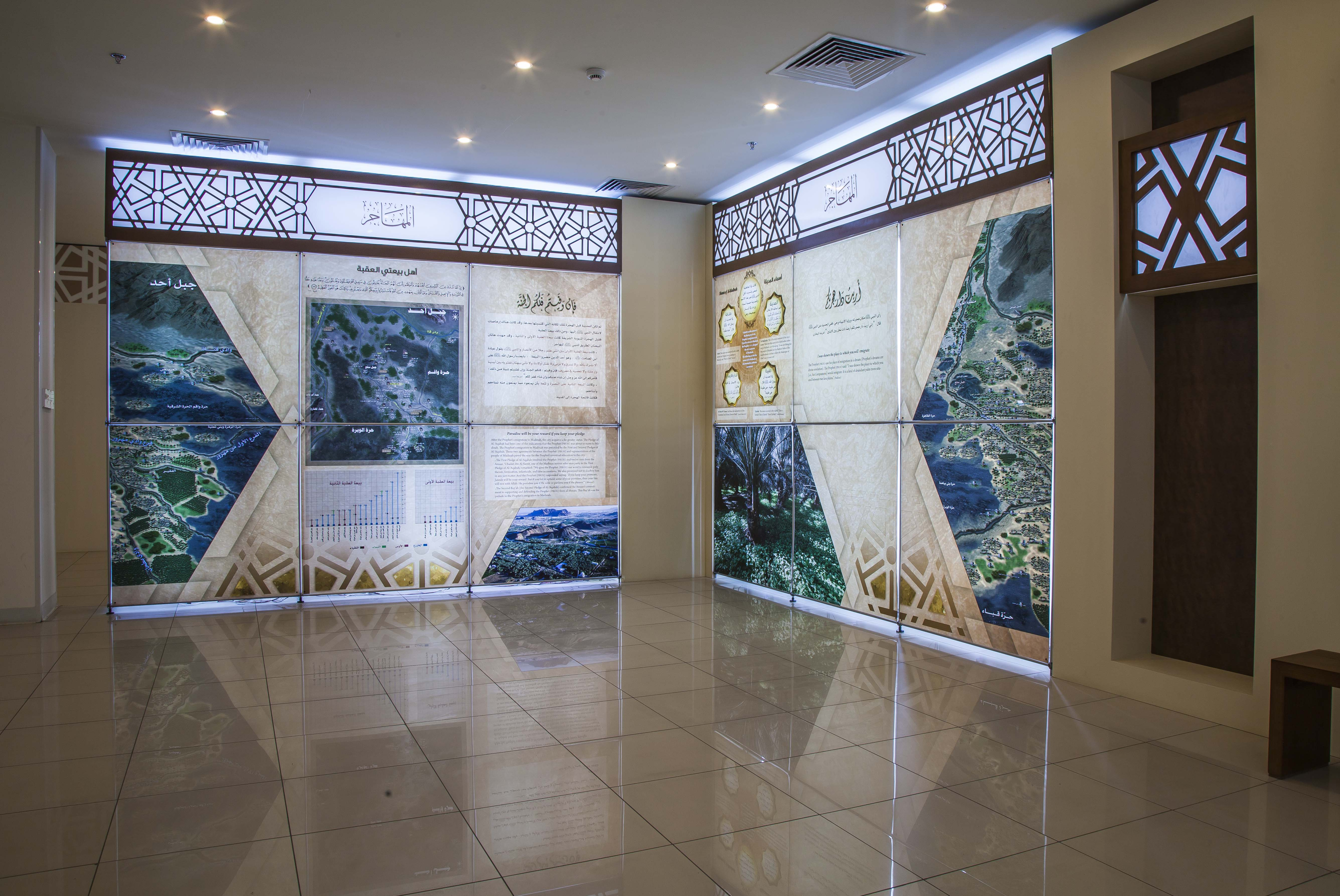
قاعة المهاجر في معرض مأزر الإيمان

### القسم الثالث: فضل أهل المدينة
يتحدث عن مكانة أهل المدينة المنورة ومنزلتهم عبر التاريخ من خلال لوحة تعرف بأهل الصفة، وفضلهم وأسمائهم، وبداية إسلام كل واحد منهم، وعدد الروايات التي رواها كل منهم ومكان إقامتهم في المسجد النبوي، وعدد الشهداء منهم وغير ذلك, ولوحة أخرى تبين قبائل الأوس والخزرج بتفاصيل أنسابهم وأسماء أبرز الصحابة في كل قبيلة وفرع, وبيان مكان هذه القبيلة في المدينة المنورة, وكذلك لوحة المؤاخاة وهي تبين أسماء الصحابة الذين آخى بينهم رسول الله ﷺ من المهاجرين والأنصار وبيان فضل هذه المؤاخاة في بيان المجتمع المسلم.

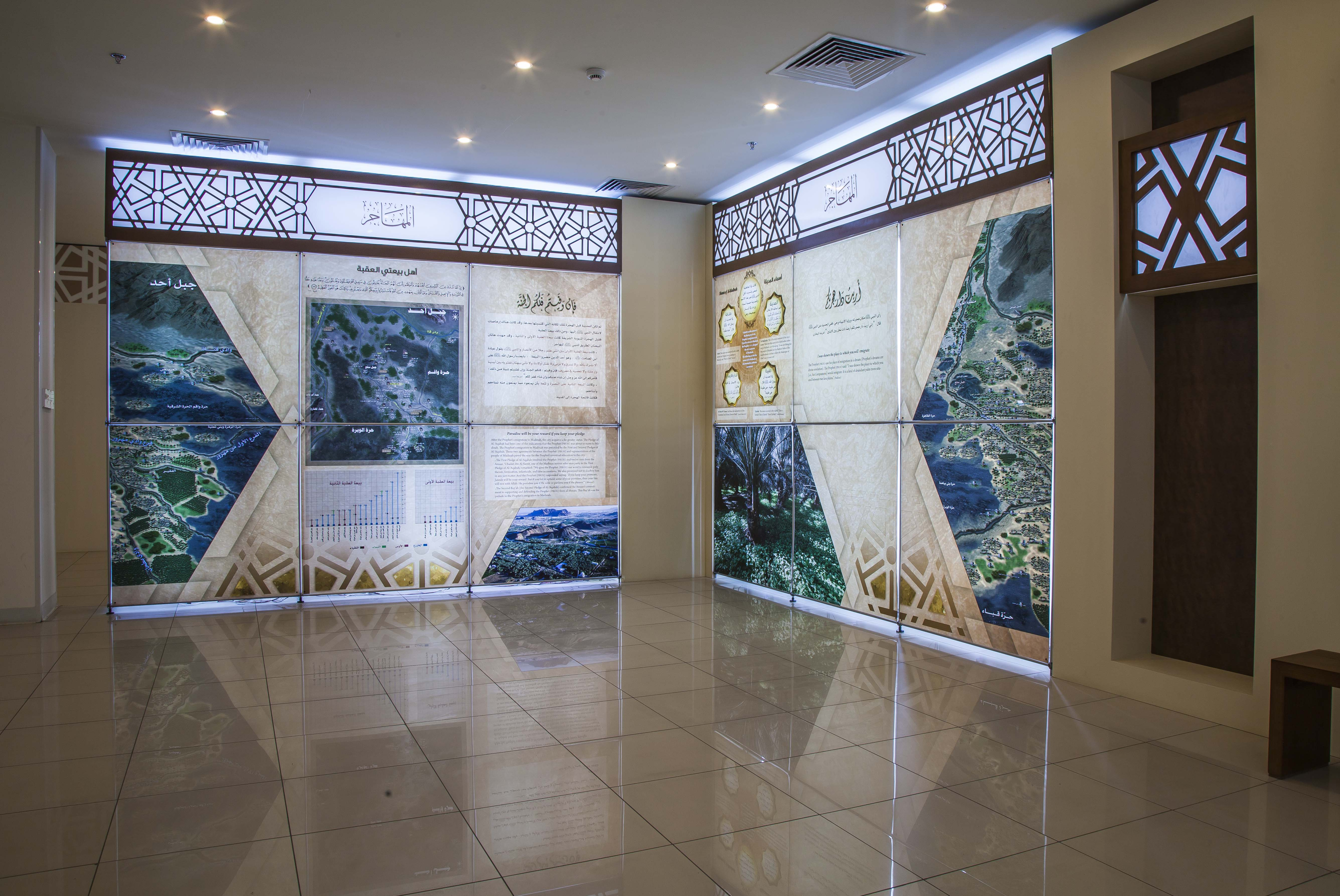
قاعة فضل أهل المدينة في معرض مأزر الإيمان

### القسم الرابع: التواصل بين السماء والأرض
يضم القسم الرابع من المعرض جناح مواطن نزول الوحي وهو من الأقسام الهامة، إذ به تظهر المكانة الإيمانية لمدينة رسول الله ﷺ وهي من أكثر الأماكن في الدنيا التي نزل عليها جبريل عليه الصلاة والسلام, ويضم خرائط تبين مواطن نزول الوحي بمكة المكرمة ومواطن نزول الوحي بين مكة المكرمة والمدينة المنورة ومواطن نزول الوحي بالمدينة المنورة.

### القسم الخامس: المدينة والخلفاء الراشدين
يظهر القسم الخامس من المعرض الدور الحضاري للمدينة المنورة وهو بعنوان «المدينة المنورة والخلفاء الراشدون» ويضم لوحة تبين الفتوحات التي حصلت في العهد النبوي وعهد الخلفاء الراشدين، ولوحة تبين فضل الخلفاء الراشدين ولوحة أخرى تبين الإنجازات التي قام بها كل واحد من الخلفاء الراشدين في المجالات المالية والإدارية والعمرانية.

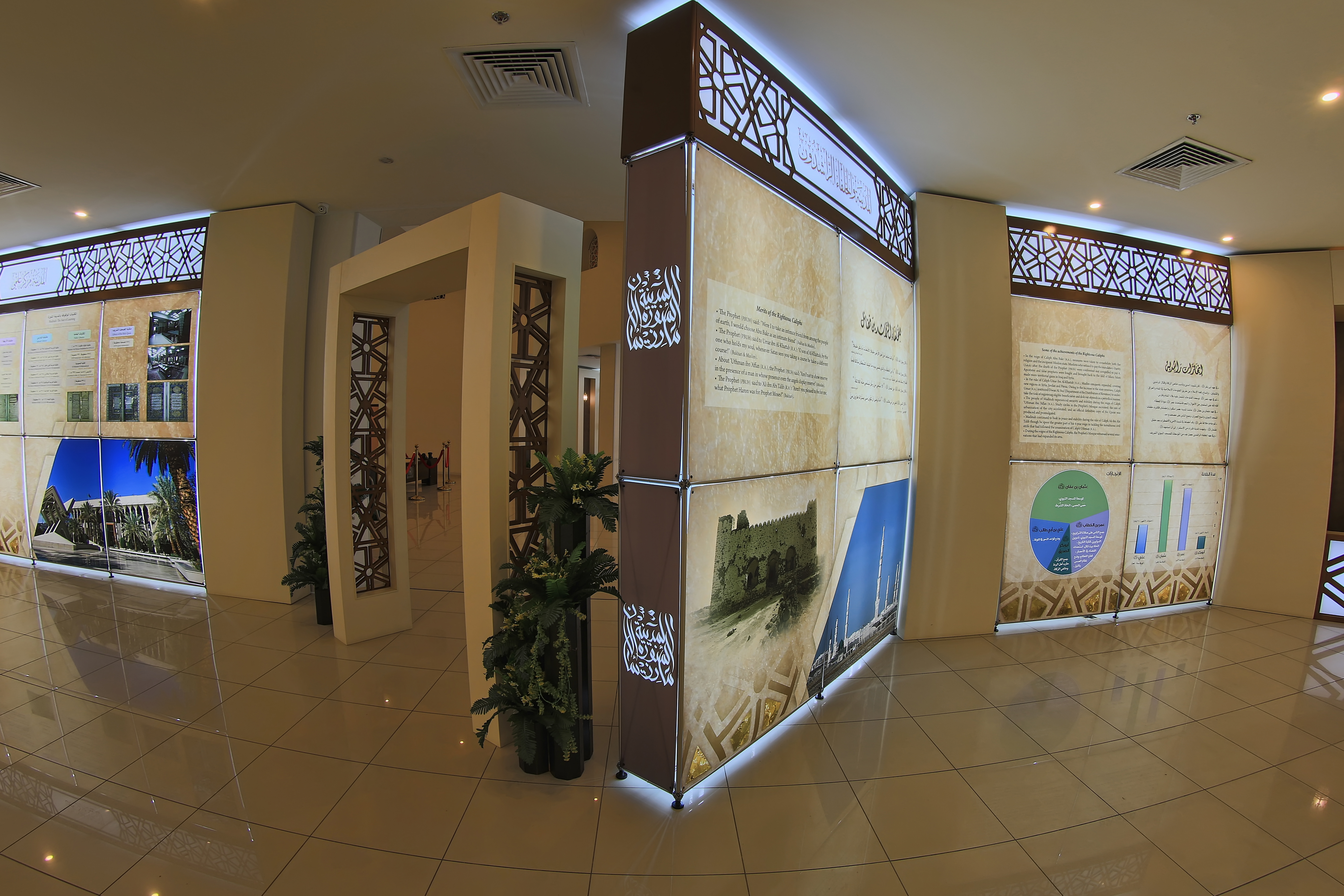
قاعة الخلفاء الراشدين في معرض مأزر الإيمان

### القسم السادس: المدينة مركز علمي
القسم السادس من المعرض يسلط الضوء على الدور العلمي للمدينة المنورة عبر العصور, ويتناوله من خلال لوحة المكتبات الموقوفة بالمدينة المنورة، وهي مكتبات عامة تزخر بآلاف المخطوطات والكتب العلمية النادرة, ولوحة الجامعات بالمدينة المنورة وتبين بالصور أسماء الجامعات بالمدينة المنورة، ومجمع الملك فهد لطباعة المصحف الشريف, ولوحة تبين المكانة العلمية الرائدة للمدينة المنورة.

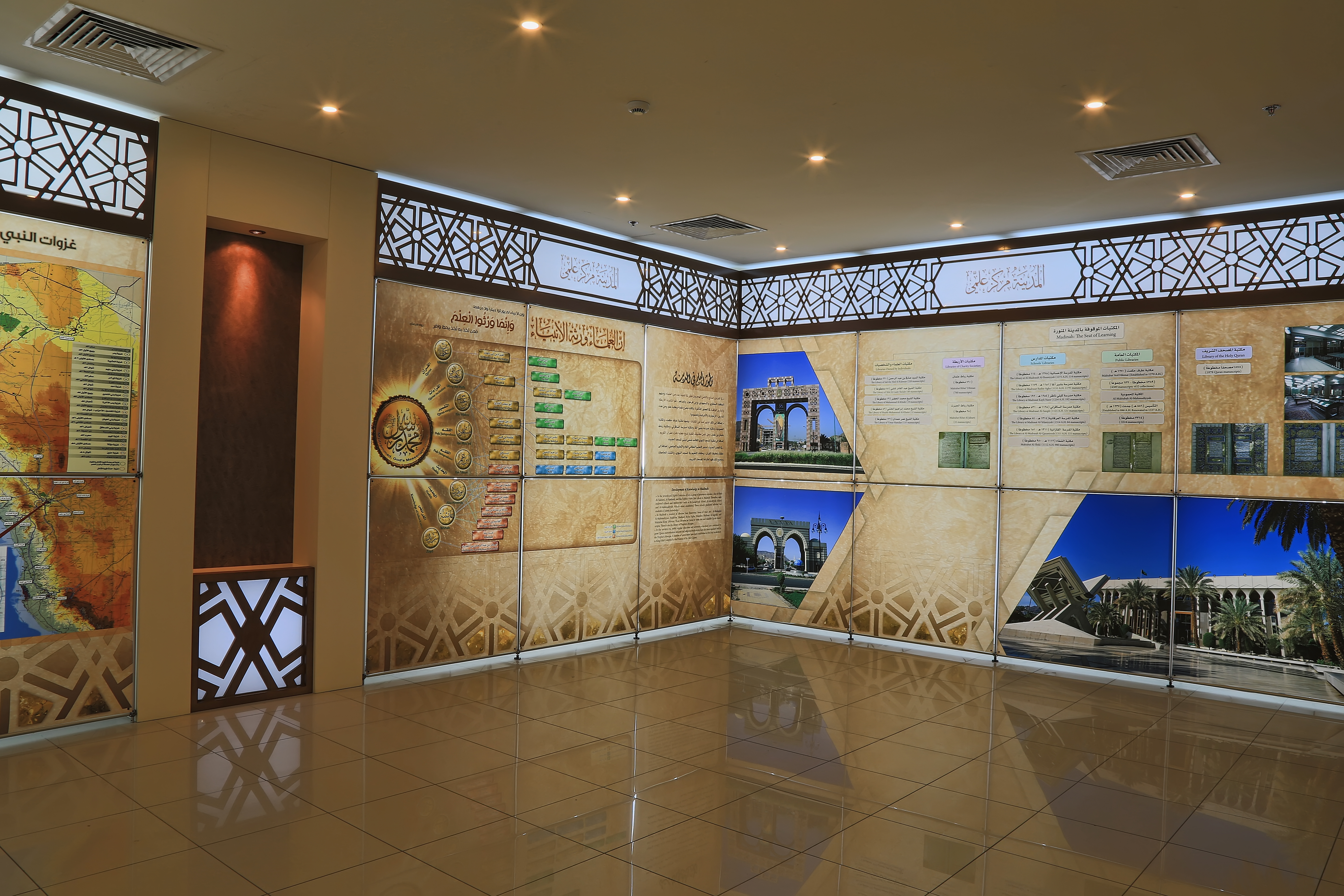
قاعة المدينة مركز علمي في معرض مأزر الإيمان

### القسم السابع: المدينة منطلق الدعوة ونشر الإسلام
يكمل القسم السابع الدور الدعوي والسياسي للمدينة المنورة من منطلق الدعوة ونشر الإسلام، في حين يركز القسم الثامن على قدسية المدينة وحرمتها إلى جانب ما استقرت عليه المدينة المنورة في آخر العهد النبوي، من خلال خريطة تظهر فيها المساجد النبوية, والتوزيع السكاني لقبائل الأوس والخزرج والجوانب الحضارية للمدينة المنورة.

### القسم الثامن:المدينة مكان مبارك ومحرم
يظهر مكانة المدينة المباركة عند الله وعند المسلمين وحرم المدينة من خلال أسلوب عرضي مميز.

### القسم التاسع: منطقة زينة المدينة
تتحدث هذه القاعة عن أهم معالم المدينة النبوية من مساجد وجبال وأودية، ومقابر وأماكن أخرى، وتعرّف بها تعريفاً موجزاً يلقي الضوء عليها.

### القسم العاشر: نشأة المدينة
يبرز هذا القسم المراحل التاريخية التي مرت بها المدينة قبل تأسيسها في العهد النبوي.

### القسم الحادي عشر: هوية وأصالة عمران المدينة
لعمران المدينة المنورة هوية محددة، ولطريقة البناء في المدينة المنورة سمات يحددها مركزية المسجد النبوي، وهو ما تحدثت عنه القاعة.

### القسم الثاني عشر: اقتصاد المدينة
حديث ماتع عن اقتصاد المدينة والأسواق والزراعة فيها، وبداياتها الاقتصادية، وأهم تجار المدينة من الصحابة الكرام .

### القسم الثالث عشر: زيارة المدينة
يقف الزائر ملياً عند القسم الخاص بآداب الزيارة وفضائل المدينة المنورة وآداب زيارة القبر النبوي ومعالم جليلة في الروضة والمنبر النبوي.

### القسم الرابع عشر: مستقبل المدينة

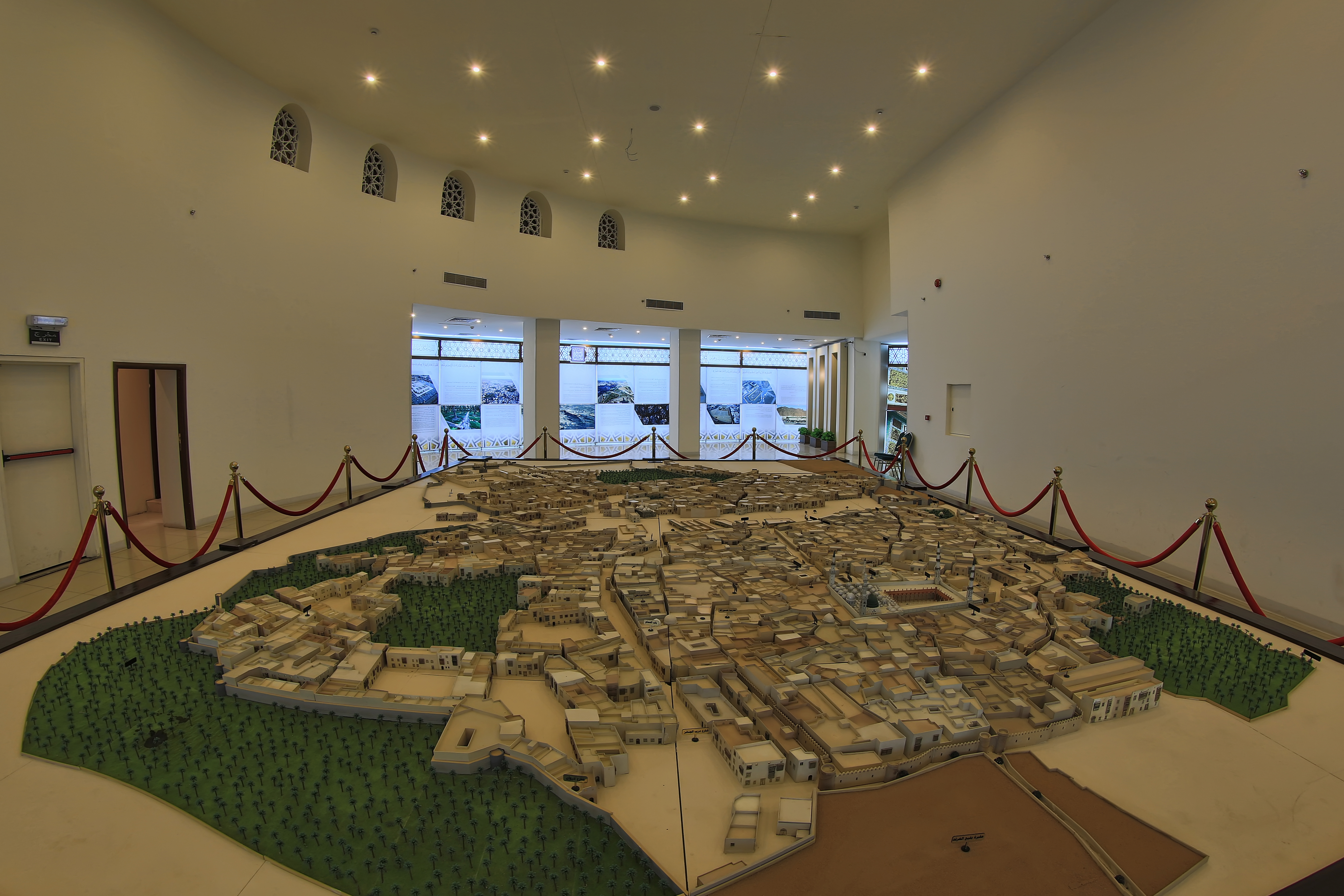
مجسم يظهر المدينة المنورة بشكل تجسيدي كامل

### القسم الخامس عشر: المسجد النبوي
تشاهد في هذا القسم من خلال رؤية كاملة متدرجة عبر العصور كل مراحل بناء مسجد رسول الله صلى الله عليه وسلم, والمراحل التي مر بها المسجد النبوي في توسعاته حتى وصل إلى التوسعة الثالثة في عهد الملك سلمان بن عبد العزيز آل سعود والتصور المستقبلي للمدينة المنورة.

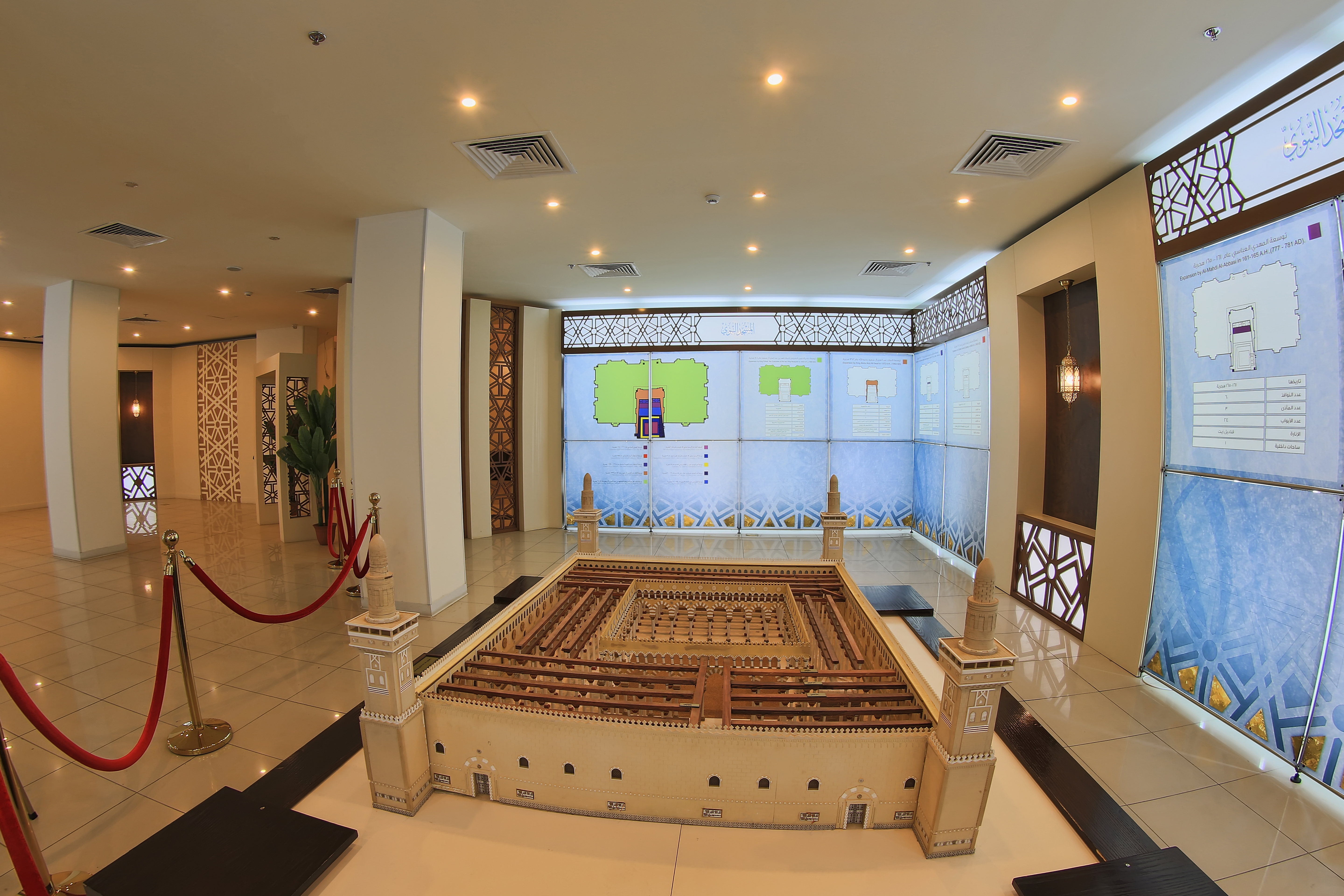
مجسم يظهر المسجد النبوي في قاعة المسجد النبوي

## المرشدون
يتوفر في المعرض عددٌ من المرشدين، تلقى المرشدون دورات تدريبية في طرق التعامل مع الزوار بحيث يمكنهم مساعدتهم في توضيح بعض الجوانب التي قد تخفى عليهم خلال زيارتهم المعرض، إضافة إلى الإجابة على أسئلتهم واستفساراتهم حول طريقة التعامل مع المعرض أو محتواه أو تقنياته.

## وصلات خارجية
- معرض مأزر الإيمان، صحيفة اليوم الإخبارية
- معرض مأزر الإيمان، المدينة المنورة عاصمة الثقافة الإسلامية
- معرض مأزر الإيمان، صحيفة المدينة
- معرض مأزر الإيمان، موقع عكاظ
- معرض مأزر الإيمان، وزارة الخارجية السعودية
- معرض مأزر الإيمان، موقع أرجاء الاخباري